# Distrito de Llama (Chota)
El distrito de Llama, es uno de los distritos de la provincia de Chota, ubicada en el departamento de Cajamarca, bajo la administración del Gobierno Regional de Cajamarca, en el Perú. Limita por el norte con el distrito de Querocoto; por el este, con el distrito de Huambos; por el sur, con la provincia de Santa Cruz; y por el oeste, con los distritos de Miracosta, Tocmoche y Chongoyape.

## Historia
El distrito de Llama fue creado el 18 de abril de 1835, mediante D.S. firmado por el general Felipe Santiago Salaverry, integrando en ese entonces la provincia de Chiclayo. El distrito se encuentra en constante auge, debido al canon hidroenergético que recibe de la Central Hidroeléctrica de Carhuaquero, empresa privada que está dentro de su jurisdicción. Cuenta con dos centros poblados La Ramada, Carniche Bajo y 86 poblados menores rurales.

## Geografía
Se encuentra ubicado en la parte occidental los Andes peruanos. Su suelo es quebrado, aunque en la parte baja, el valle costeño es más plano.

### Hidrografía
Sus ríos principales son el Cucaracra, el Succha y el Llonque que forman el Cumbil, tributario del Chancay

### Población
El distrito tiene 8 102 moradores, de los cuales 807 son no menores de 65 años de edad. De la población mayor de 3 años, 1 habla quechua; 1, aimara; 22, otras lenguas nativas y 7558, castellano.

### Capital
Su capital lleva el mismo nombre, a una altitud de 2100 m.esd|m s. n. m.}}, se emplaza al lado izquierdo de una quebrada que avena en el río Cumbil, afluente del Chancay. Cuenta con una población de 986 hab.

## Autoridades

### Municipales
- 2023- 2026[1]
  - Alcalde: Leonel Mendoza Torres
  - Regidores:

### Religiosas
- Párroco:

Oscar Eli Soriano Pérez

## Personalidades
- Héctor Miguel Cabrejos Vidarte OFM, Arzobispo de Trujillo.

## Festividades
- Juan el Bautista ( 23 al 29 de junio)
- Virgen de la Candelaria( 1 al 4 de febrero)
- San Lorenzo ( 10 de agosto)
- Aniversario de Llama (18 abril)
- Aniversario del Colegio San Lorenzo (5 y 6 de noviembre)